# Роберто Фернандес Альварельйос
Роберто Фернандес Альварельйос (ісп. Roberto Fernández Alvarellos, нар. 25 січня 1979, Чантада) — іспанський галісійський футболіст, що грав на позиції воротаря за низку іспанських клубних команд.

## Клубна кар'єра
Народився 25 січня 1979 року в місті Чантада. Вихованець футбольної школи клубу «Сельта Віго». З 1998 року включався до заявки головної команди клубу, утім лише як резервний голкіпер. У структирі рідного клубу грав лише за другу команду «Сельта Б».
2002 року приєднався до друголігового «Спортінга» (Хіхон), в якому за рік отримав статус основного воротаря. Загалом за шість сезонів відіграв за клуб з Хіхона у майже 200 матчах Сегунди.
Влітку 2008 року став гравцем вищолігової «Осасуни». Протягом першого сезону у новій команді був основною опцією тренерського штабу на воротарській позиції, утім у другому сезоні програв конкуренцію за місце в основі.
2010 року став основним голкіпером «Гранади», допомігши їй у першому ж сезоні підвищитися в класі до еліної Ла-Ліги. У її складі  провів загалом п'ять років своєї кар'єри, після чого влітку 2015 досвідчений воротар приєднався до «Луго». Після трьох сезонів виступів за цю команду у другому дивізіоні в статусі резервного гравця оголосив про завершення кар'єри.

## Виступи за збірну
У 2005–2008 роках Роберто Фернандес провів чотири товариські матчі за збірну Галісії проти збірних Уругваю, Еквадору, Камеруну та Ірану.